# Première cohabitation
 (décembre 2015).
Si vous disposez d'ouvrages ou d'articles de référence ou si vous connaissez des sites web de qualité traitant du thème abordé ici, merci de compléter l'article en donnant les références utiles à sa vérifiabilité et en les liant à la section « Notes et références ».
| Première cohabitation                          | Première cohabitation           |
| ---------------------------------------------- | ------------------------------- |
|                                                |                                 |
| François Mitterrand Président de la République | Jacques Chirac Premier ministre |
|                                                |                                 |
| PS                                             | RPR                             |
| Deuxième cohabitation Troisième cohabitation   |                                 |

La première cohabitation est une période de l'histoire politique française qui a lieu de mars 1986 à mai 1988. Elle se caractérise par une situation institutionnelle inédite : alors que le socialiste François Mitterrand est président de la République depuis 1981, les élections législatives de mars 1986 portent à l'Assemblée nationale une majorité de droite. François Mitterrand nomme alors Jacques Chirac, président du RPR, au poste de Premier ministre. C'est la première fois sous la Ve République que doivent coexister un président de la République et un premier ministre de tendances politiques divergentes.  
Cette cohabitation, dont l'éventualité n'est pas explicitement prévue par les institutions de la Ve République, est considérée comme « réussie » mais parfois « crispée ». Elle conduit à une nouvelle définition du rôle du président, qui se voit réduit à une figure arbitrale et symbolique, tandis que le Premier ministre devient de fait le chef de l'exécutif.

## Contexte

### L'ambiguïté institutionnelle
Bien que non prévue explicitement dans la Constitution du 4 octobre 1958, la cohabitation est cependant rendue possible par un conflit de légitimités : celle du Président de la République, élu au suffrage universel direct, et celle du gouvernement émanant du Parlement. Il existe par ailleurs une ambiguïté quant aux rôles respectifs du Président et du Premier ministre. Si l'article 20 mentionne que c'est bien ce dernier qui « détermine et dirige la politique de la Nation », la pratique depuis 1958 a néanmoins montré que ce rôle revenait en réalité au Président. Par ailleurs, et contrairement à ce qui se fait dans la plupart des régimes parlementaires, en France un vote de confiance par l'Assemblée nationale n'est pas obligatoire afin d'entériner la nomination d'un gouvernement. Par conséquent le Président n'est théoriquement pas tenu de choisir un Premier ministre issu de la majorité parlementaire, même si les députés sont libres de voter une motion de censure en réaction. 
Malgré ces contradictions, la Constitution ne dit en rien comment doivent fonctionner les institutions dans le cas où le Président et la majorité parlementaire seraient opposés. La cohabitation a été évitée de justesse à plusieurs reprises, d'abord lors des élections législatives de 1967 puis lors de celles de 1978, où la gauche échoue finalement à la surprise des observateurs. Jusqu'en 1986 il n'y a donc pas de jurisprudence applicable dans un tel cas. La logique plébiscitaire initiale de la Ve République, voulue par Charles de Gaulle, aurait logiquement impliqué qu'un Président désavoué aux élections législatives doive remettre sa démission. Néanmoins, en 1978, Valéry Giscard d'Estaing avait laissé entendre qu'il ne démissionnerait pas en cas de défaite.  

### Une cohabitation anticipée
À partir de 1983, la majorité socialiste portée au pouvoir en 1981 essuie une série d'échecs lors des élections municipales de 1983, européennes de 1984 et cantonales de 1985. Ce désaveu populaire résulte en grande partie de l'inefficacité supposée du gouvernement face à la montée du chômage. Aussi, les socialistes s'attendent-ils à un vote de sanction aux élections législatives de mars 1986. Le mandat de François Mitterrand, élu pour sept ans, n'expire, lui, qu'en 1988, ce qui laisse imaginer la confrontation d'un président et d'une majorité politiquement opposés.
Dès 1983, des personnalités politiques telles que Valéry Giscard-d'Estaing ou Édouard Balladur avaient fait l'hypothèse de la cohabitation et affirmaient qu'elle n'était en rien incompatible avec la constitution de 1958. Seul Raymond Barre avait souhaité dans une pareille situation la démission de François Mitterrand, craignant pour la stabilité des institutions. En ce qui concerne le président, Mitterrand laisse planer le doute quant à ses intentions, affirmant le 2 mars 1986 ne pas vouloir être « un président au rabais » mais se référant dans le même temps à la Constitution qui ne prévoit en aucun cas la démission du président de la République dans un tel cas de figure.
Par la loi du 10 juillet 1985, le gouvernement de Laurent Fabius rebat cependant les cartes en adoptant le mode de scrutin proportionnel qui doit permettre à la gauche d'éviter la déroute, tout en affaiblissant la droite par l'entrée au Palais Bourbon de députés d'extrême-droite du Front national. Mais l'éventualité d'une cohabitation entre un président de gauche et un exécutif de droite est dorénavant envisagée par tous les responsables politiques.

### Élections législatives de 1986 et formation du gouvernement Chirac II
Comme prévu, les élections législatives de mars 1986 sanctionnent le pouvoir socialiste et voient une victoire de la coalition RPR-UDF qui recueille 43,9 % des voix. Le scrutin proportionnel permet toutefois aux socialistes de sauver la face en obtenant 31 % des suffrages. Dans ce contexte, le président Mitterrand conserve une certaine légitimité et refuse donc de quitter le pouvoir, considérant la Constitution de la Ve République assez flexible pour qu'un président et un Premier ministre de bords politiques opposés cohabitent. La victoire de la droite est par ailleurs incomplète puisqu'elle ne dispose que d'une courte majorité absolue, d'autant plus que les 35 députés du Front national demeurent dans l'opposition.
Le doute plane pendant une courte période sur le choix du Premier ministre. Certains observateurs envisagent que François Mitterrand refuse de nommer Jacques Chirac, président du RPR et tête de file de la nouvelle majorité, mais choisisse plutôt une personnalité consensuelle telle que Jacques Chaban-Delmas ou Simone Veil afin de dépasser les clivages. Finalement, Mitterrand fait le choix le plus logique en appelant Jacques Chirac à Matignon. C'est aussi une décision stratégique car il espère ainsi le fatiguer politiquement vue de l'élection présidentielle de 1988.
Le président Mitterrand avait pourtant d'autres choix qu'il tient des pouvoirs dispensés de contreseing qui sont les siens et de son rôle d'arbitre : soit celui d'user de la liberté que lui donne l'article 8 alinéa 1 de la constitution pour nommer un Premier ministre de son bord ou un centriste de compromis, « acceptable » par une partie de la nouvelle majorité parlementaire et d'attendre un éventuel renversement du gouvernement pour aviser ; soit celui de déclencher immédiatement une dissolution pour mettre les électeurs devant leur choix contradictoire et espérer ainsi une majorité parlementaire favorable. Cette solution est cependant politiquement risquée, et renvoie au précédent de la crise du 16 mai 1877 lorsque le Président Patrice de Mac Mahon avait été désavoué à deux reprises par les urnes. 

## Rapports entre l'Élysée et Matignon

### Formation du gouvernement
Dès la formation du gouvernement, François Mitterrand s'oppose à la nomination de certains ministres, parmi lesquels Jean Lecanuet (pour le porte-feuille des Affaires étrangères), François Léotard, (pour la Défense nationale) et Étienne Dailly (pour la Justice). En effet, la Constitution de la Ve République donne des pouvoirs constitutionnels propres au Président en ces matières (en vertu des articles 13, 14 et 15). Mitterrand se considère donc légitime à intervenir dans le choix des ministres concernés. À l'inverse, dans les autres domaines relevant du Premier ministre, François Mitterrand adopte une attitude passive et nomme les 42 personnalités proposées par Jacques Chirac.

### Controverse des ordonnances
Le président refuse de signer des ordonnances pourtant votées par le Parlement (celles sur les privatisations, sur le découpage électoral ou sur l'aménagement du temps de travail), déclenchant ainsi une controverse constitutionnelle à ce propos. La Constitution dispose en effet que le président « signe les ordonnances », mais les interprétations varient quant à cette formulation. Pour les détracteurs de Mitterrand l'usage du présent de description implique une obligation : le Président doit signer les ordonnances, et un refus constituerait donc un manquement à ses fonctions. À l'inverse, ses défenseurs considèrent que l'article autorise le Président à signer, mais ne l'y contraint pas.

### Représentation de la France à l'international
La Ve République comprend traditionnellement un « domaine réservé » du Président dont font partie la défense nationale et la diplomatie. En vertu de sa doctrine « rien que la constitution, toute la constitution », Mitterrand se considère donc légitime à continuer à participer activement dans ces domaines et à représenter la France à l'étranger. Jacques Chirac peut cependant également prétendre à être impliqué, notamment car le Premier ministre, selon la Constitution, « dispose de la force armée ». 
Cette tension s'illustre rapidement lors du sommet du G7 qui se tient à Tokyo du 4 au 6 mai 1986. Mitterrand et Chirac se rendent tous les deux au Japon, offrant au monde la vision singulière de la nouvelle « dyarchie » française. Il est cependant convenu que le Président de la République garde l'ascendant et constitue l'unique représentant de la parole de la France.

### Coopération et communauté de vues
Le président Mitterrand refusa, dès les premières semaines, une attitude de confrontation en nommant directement le chef de la nouvelle majorité parlementaire. Le 8 avril 1986, Le président délivre un message au Parlement par la voix de Jacques Chaban-Delmas, par lequel il adopte la position du « repli arbitral ». C'est le fameux discours surnommé "La constitution, rien que la constitution, toute la constitution".   Peut-être faut-il voir là le mauvais souvenir laissé par la crise du 16 mai 1877 provoquée par Patrice de Mac Mahon dans les débuts de la Troisième République, qui symbolise la résistance vaine à une majorité parlementaire du bord politique opposé. Sans doute le président avait-il le désir d'inscrire la gouvernance de gauche dans la tradition républicaine, tout en « usant » son principal adversaire politique. 
De même, Mitterrand s'abstient de critiquer le gouvernement à l'automne 1986, quand celui-ci fait face à une période politique difficile marquée par l'attentat de la rue de Rennes à Paris et les mouvements sociaux contre la loi Devaquet.
Au fil du temps un certain équilibre institutionnel est trouvé, et la première cohabitation établit des règles non écrites qui seront respectées lors des cohabitations suivantes, permettant aux institutions de fonctionner et à la France de continuer de parler d'une seule voix sur la scène internationale. L'exemple le plus frappant des compromis qui sont trouvés concerne les conférences de presse à la suite des sommets internationaux, où François Mitterrand prétend d'abord parler seul au nom de la France ; après les protestations de Jacques Chirac, il est convenu que les conférences de presse se feraient en commun et que le président de la République et le Premier ministre répondraient à tour de rôle aux questions des journalistes.

## Politiques menées

### Sur le plan intérieur
Entre 1986 et 1988, la politique menée est celle de la majorité de droite. La cohabitation permet au Premier ministre, habituellement relégué au second plan, de détenir le pouvoir réel dans le pays. Jacques Chirac agit ainsi comme le véritable chef de gouvernement d'un régime parlementaire. François Mitterrand ne peut pas empêcher la suppression de certaines mesures de gauche prises après son élection en 1981, notamment l'impôt sur la fortune et les nationalisations. Chirac revient aussi sur le mode de scrutin proportionnel qui avait pourtant permis sa victoire aux législatives de 1986.
Le mois de décembre 1986 est marqué par la contestation de la loi Devaquet sur la réforme des universités par la rue, et notamment la jeunesse. La mort de Malik Oussekine, battu à mort par des policiers en marge d'une manifestation, choque l'opinion et pousse finalement Jacques Chirac à renoncer à la réforme. À cette occasion le ministre de l'Intérieur Charles Pasqua, partisan d'un maintien de l'ordre ferme, est vivement critiqué. François Mitterrand profite de cette situation politique tendue pour apparaître en rassembleur auprès des Français.

## Fin de la cohabitation
Le second tour de l'élection présidentielle de 1988 voit l'affrontement de François Mitterrand et Jacques Chirac, après l'élimination du candidat centriste Raymond Barre. Pour la première fois, un président et un Premier ministre se retrouvent adversaires lors d'un scrutin national.
Le débat télévisé de l'entre-deux-tours est marqué par une ultime passe d'armes devenue célèbre. Jacques Chirac affirme à Mitterrand : « Ce soir, je ne suis pas le Premier ministre et vous n'êtes pas le président de la République. Nous sommes deux candidats, à égalité. […] Vous me permettrez donc de vous appeler Monsieur Mitterrand » ; le chef de l'État répond alors avec sarcasme : « Mais vous avez tout à fait raison, monsieur le Premier ministre ».
Le 8 mai 1988, le président sortant est réélu avec 54,02 % des voix. Sa stratégie d'épuisement de la droite a fonctionné et lui a permis de revenir en grâce aux dépens de Jacques Chirac. Fort de cette légitimité retrouvée, Mitterrand nomme Michel Rocard à Matignon. Ce dernier défend un moment l'idée de conserver l'Assemblée élue en 1986 et de gouverner par compromis en tendant la main vers le centre. Mais devant le refus de l'UDF d'opérer un tel rapprochement, Mitterrand décide de dissoudre l'Assemblée nationale dans la foulée. Les élections législatives de juin 1988 donnent une majorité relative au PS avec 275 sièges, tandis que l'alliance RPR-UDF n'en obtient que 271 : c'est la fin de la première cohabitation.